# 분개미
분개미(Formica sanguinea)는 개미의 한 종으로, 중앙·북부 유럽에서 한반도, 일본에 이르는 지역에 분포한다. 이들의 영어명은 'slavemaker ant'으로, 이들이 노예를 만드는 습성에서 유래되었다.